# تخم مرغ سویا
تخم‌مرغ سویا تخم‌مرغ سویا (که با نام تخم‌مرغ بریان‌شده یا braised egg نیز شناخته می‌شود)، نوعی تخم‌مرغ است که در آشپزی چینی، ویتنامی، ژاپنی، کره‌ای و موریسی استفاده می‌شود. این تخم‌مرغ ابتدا آب‌پز و پوست‌کنده می‌شود، سپس در ترکیبی از سس سویا، شکر، آب و گاهی ادویه‌ها و گیاهان معطر مانند بادیان ختایی (ستاره‌ای) یا دارچین پخته می‌شود.
مواد دیگری مانند گوشت، سبزیجات و توفو را می‌توان با همان روش پخت قرمز پخت، که منجر به غذاهایی می‌شود که عموماً به عنوان لو می‌شناخته می‌شوند. تخم‌مرغ سویا را می‌توان از تخم مرغ، اردک و بلدرچین تهیه کرد.
این روش آماده‌سازی بسیار شبیه به روش تهیهٔ تخم‌مرغ چای است. تخم‌مرغ سویا که بارها و بارها پخته و خشک شده تا تیره و جویدنی شود، تخم‌مرغ آهنی نامیده می‌شود.

## آشپزی چینی

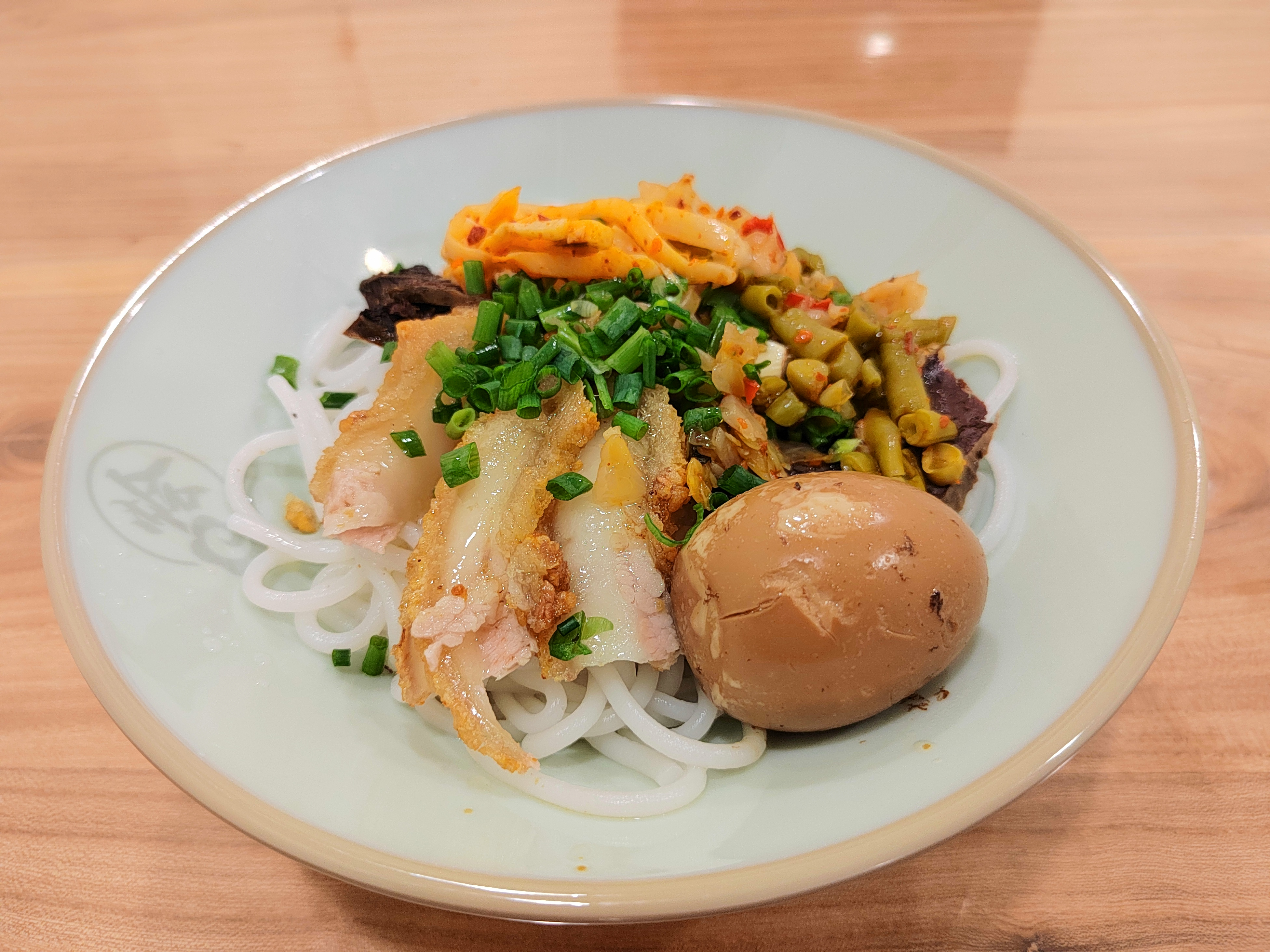
لودان با نودل برنجی گویلین

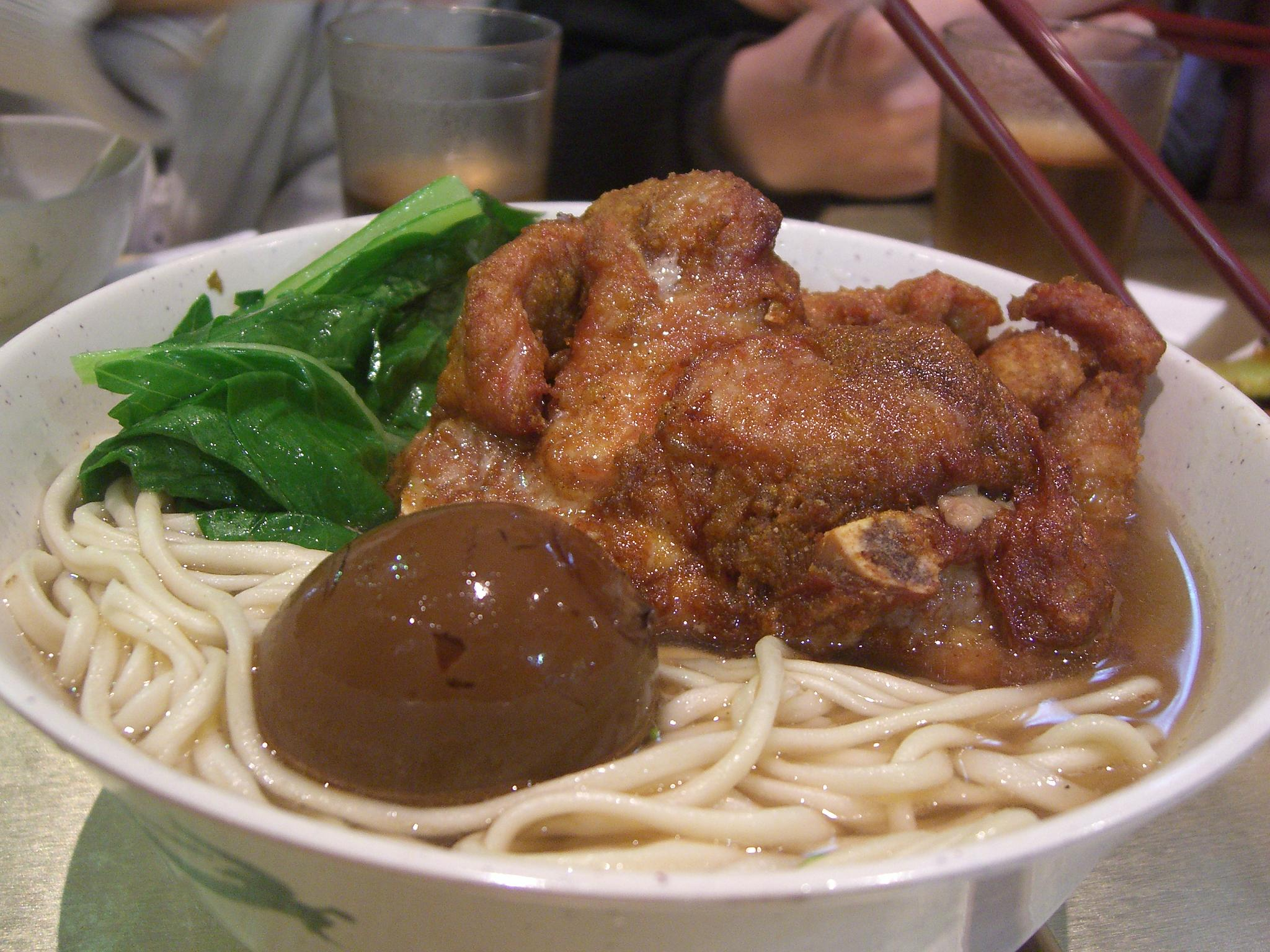
لودان در سوپ رشته فرنگی با گوشت خوک سرخ شده

تخم‌مرغ سویا در آشپزی چینی لوجیدان (滷雞蛋 / 卤鸡蛋) یا به‌طور کوتاه‌تر لودان (滷蛋 / 卤蛋) نامیده می‌شود و یکی از پرطرفدارترین انواع غذاهای خیابانی است. سس مخصوصی که برای مزه‌دار کردن این تخم‌مرغ استفاده می‌شود، لوشوی (滷水 / 卤水) نام دارد.
آنها معمولاً با رشته فرنگی سرو می‌شوند، در آبگوشتی که از مایع پخت و پز چاشنی‌دار آنها تهیه شده است. تخم‌مرغ سویا را می‌توان به صورت جداگانه به عنوان میان‌وعده میل کرد. همچنین می‌توان آنها را با برنج بخارپز میل کرد. آنها گاهی اوقات به عنوان چاشنی در شله (نوعی سس) استفاده می‌شوند.
همچنین می‌توان از آنها در یک غذای سنتی تخم‌مرغ چینی استفاده کرد که در آن تخم‌مرغ‌های معمولی، تخم‌مرغ‌های صد ساله و تخم‌مرغ‌های سویا با هم بخارپز می‌شوند. تخم‌مرغ سویا همچنین به عنوان یک غذای جانبی در لور می یا پلو جوجه هاینانس بسیار رایج است.

## آشپزی موریسی
تخم‌مرغ سویا در کشور موریس با نام «دیزف روتی» شناخته می‌شود که به‌صورت تحت‌اللفظی به معنای «تخم‌مرغ برشته‌شده» است. این نام در زبان انگلیسی به‌صورت roasted egg و در زبان فرانسوی roti d'œuf یا œuf roti ترجمه می‌شود. این غذا یکی از خوراکی‌های موریسی است که تحت‌تأثیر آشپزی چینی‌تبارهای ساکن موریس شکل گرفته است. دیزف روتی در تمام طول سال در جزیره موریس یافت می‌شود. این تخم‌مرغ را می‌توان به‌عنوان چاشنی روی نودل‌ها مصرف کرد، داخل نان بخارپز (در موریس به آن pow گفته می‌شود) قرار داد، یا به‌عنوان پیش‌غذا سرو کرد. در نقش پیش‌غذا، معمولاً آن را چهار قاچ می‌کنند. این تخم‌مرغ یکی از خوراکی‌های بسیار محبوب در مراسم و مناسبت‌های شاد است. زمانی که پخته می‌شود، زرده تخم‌مرغ معمولاً کاملاً سفت و پخته است.

## آشپزی ژاپنی
در ژاپن نیز از تکنیکی مشابه برای تهیه تخم‌مرغ‌های مزه‌دارشده با سس سویا استفاده می‌شود که به آن آجیتسوکه تاماگو (味付け玉子) گفته می‌شود و به معنای «تخم‌مرغ نیم‌پز مزه‌دارشده» است. این تخم‌مرغ‌ها با نام‌های آجیتاما (味玉) یا نیتاماگو (煮玉子) نیز شناخته می‌شوند و به‌طور سنتی به‌عنوان چاشنی روی رامن سرو می‌شوند. در ژاپن، تخم‌مرغ‌های سویا معمولاً در سوپ‌ها و غذاهای اصلی ساده استفاده می‌شوند، اما نامیکو چن، آشپز ژاپنی-آمریکایی، در یکی از دستورهای خود دربارهٔ تخم‌مرغ سویا می‌گوید: «این تخم‌مرغ‌ها فوق‌العاده‌اند، چه به‌عنوان یک خوراک فرعی، چه به‌تنهایی به‌عنوان یک میان‌وعده، یا در کنار غذاهای بنتو (جعبه غذای ژاپنی). حتی می‌توانید آن‌ها را به سالاد یا ساندویچ خود اضافه کنید.» سس سویای ژاپنی (شویو / shoyu / 醤油) نسبت به سس سویاهای چینی معمولاً سبک‌تر، شیرین‌تر و کم‌نمک‌تر است. همچنین در ژاپن تخم‌مرغ‌ها اغلب در مخلوطی از میسو نیز مزه‌دار می‌شوند؛ ترکیبی مشابه سس سویا که طعم اومامی به سفیده تخم‌مرغ می‌دهد.